# Coeur Gourmand
Der Coeur Gourmand ist ein aus der Region Périgord (Frankreich) stammender Frischkäse.

## Herstellung und Aussehen
Der Käse wird aus pasteurisierter Ziegenmilch hergestellt und mit einer Füllung aus Feigen- oder Maronenkonfitüre verfeinert. Der Käse hat einen weißen Teig und eine weiche, cremige Konsistenz. Die Reifezeit beträgt 3 Wochen. Der Coeur Gourmand ist meist in 50 bis 80 g schweren Laiben erhältlich. Der Fettgehalt liegt bei 45 % Fett i. Tr.